# Puchar Interkontynentalny w Lekkoatletyce 2018 – rzut młotem mężczyzn
Rzut młotem mężczyzn – jedna z konkurencji technicznych rozgrywana w ramach lekkoatletycznyego pucharu interkontynentalnego na Stadionie miejskim w Ostrawie-Witkowicach.

## Terminarz
Źródło: worldathletics.org.
| Data       | Godzina |
| ---------- | ------- |
| 9 września | 14:38   |

## Rekordy
Tabela prezentuje rekord świata, rekord pucharu interkontynentalnego, rekordy kontynentów oraz najlepszy wynik na listach światowych w sezonie 2018 przed rozpoczęciem mistrzostw.
|                                     | Zawodnik                | Wynik | Miejsce        | Data                  |
| ----------------------------------- | ----------------------- | ----- | -------------- | --------------------- |
| Rekord świata                       | Jurij Siedych           | 86,74 | Stuttgart      | 30 sierpnia 1986(dts) |
| Listy światowe                      | Wojciech Nowicki        | 81,85 | Székesfehérvár | 2 lipca 2018(dts)     |
| Rekord pucharu interkontynentalnego | Tibor Gécsek            | 82,68 | Johannesburg   | 12 września 1998(dts) |
| Rekord Afryki                       | Mostafa Hicham Al-Gamal | 81,27 | Kair           | 21 marca 2014(dts)    |
| Rekord Ameryki Południowej          | Wagner Domingos         | 78,63 | Celje          | 19 czerwca 2016(dts)  |
| Rekord Ameryki Północnej            | Lance Deal              | 82,52 | Mediolan       | 7 września 1986(dts)  |
| Rekord Australii i Oceanii          | Stuart Rendell          | 79,29 | Varaždin       | 6 lipca 2002(dts)     |
| Rekord Azji                         | Kōji Murofushi          | 84,86 | Praga          | 29 czerwca 2003(dts)  |
| Rekord Europy                       | Jurij Siedych           | 86,74 | Stuttgart      | 30 sierpnia 1986(dts) |

## Rezultaty
Źródło: worldathletics.org.
| Pozycja | Zawodnik               | Drużyna        | Runda | Runda | Runda | Runda    | Runda | Rezultat | Punkty | Uwagi |
| Pozycja | Zawodnik               | Drużyna        | 1.    | 2.    | 3.    | Półfinał | Finał | Rezultat | Punkty | Uwagi |
| ------- | ---------------------- | -------------- | ----- | ----- | ----- | -------- | ----- | -------- | ------ | ----- |
| 1.      | Dilszod Nazarow        | Azja i Oceania | 75,05 | 76,09 | 76,54 | 76,87    | 77,34 | 77,34    | 8      |       |
| 2.      | Mostafa Al-Gamal       | Afryka         | 73,28 | 71,42 | x     | 74,19    | 74,22 | 74,22    | 7      |       |
| 3.      | Bence Halász           | Europa         | x     | 72,62 | 74,80 | 74,16    | NQ    | 74,80    | 6      |       |
| 4.      | Diego del Real         | Ameryka        | 72,54 | 75,86 | 74,09 | 73,04    | NQ    | 75,86    | 5      | SB    |
| 5.      | Aszraf Amdżad as-Sajfi | Azja i Oceania | 74,08 | 73,87 | 72,55 | NQ       | NQ    | 74,08    | 4      |       |
| 6.      | Wojciech Nowicki       | Europa         | x     | x     | 71,74 | NQ       | NQ    | 71,74    | 3      |       |
| 7.      | Tshepang Makhethe      | Afryka         | 66,14 | 66,29 | 63,74 | NQ       | NQ    | 66,29    | 2      |       |
| –       | Sean Donnelly          | Ameryka        | x     | x     | x     | NQ       | NQ    | NM       | 0      |       |

## Klasyfikacja drużynowa
Źródło:
| Miejsce | Drużyna        | Punkty indywidualne | Punkty drużynowe |
| ------- | -------------- | ------------------- | ---------------- |
| 1.      | Azja i Oceania | 12                  | 8                |
| 2.      | Europa         | 9                   | 5                |
| 2.      | Afryka         | 9                   | 5                |
| 4.      | Ameryka        | 5                   | 2                |